# Allophylus zeylanicus
Allophylus zeylanicus är en kinesträdsväxtart som beskrevs av Carl von Linné. Allophylus zeylanicus ingår i släktet Allophylus och familjen kinesträdsväxter. IUCN kategoriserar arten globalt som sårbar. Inga underarter finns listade i Catalogue of Life.